# Aire d'attraction de Montpon-Ménestérol
L'aire d'attraction de Montpon-Ménestérol est un zonage d’étude défini par l'Insee pour caractériser l’influence de la commune de Montpon-Ménestérol sur les communes environnantes. Publiée en octobre 2020, elle se substitue à l'aire urbaine de Montpon-Ménestérol, qui comportait 7 communes dans le dernier zonage qui remontait à 2010.

## Définition
L'aire d'attraction d'une ville est composée d’un pôle, défini à partir de critères de population et d’emploi ainsi que d’une couronne constituée des communes dont au moins 15 % des actifs travaillent dans le pôle. Le pôle d’attraction constitue ainsi un point de convergence des déplacements domicile-travail,.

## Type et composition
L’aire de Montpon-Ménestérol est une aire intra-départementale qui comporte 13 communes, entièrement situées dans le département de la Dordogne.
Elle est catégorisée dans les aires de {moins de 50 000 habitants, une catégorie qui regroupe 16,5 % de la population de Nouvelle-Aquitaine et 12,2 % au niveau national.

### Carte

Carte de l'aire d'attraction de Montpon-Ménestérol.

### Composition communale
| Nom                                 | Code Insee | Département | Statut                 | Superficie (km2) | Population (dernière pop. légale) | Densité (hab./km2) | Modifier                                    |
| ----------------------------------- | ---------- | ----------- | ---------------------- | ---------------- | --------------------------------- | ------------------ | ------------------------------------------- |
| Montpon-Ménestérol (commune-centre) | 24294      | Dordogne    | commune-centre         | 46,34            | 5 845 (2022)                      | 126                | modifier les données · modifier les données |
| Échourgnac                          | 24159      | Dordogne    | commune de la couronne | 34,88            | 395 (2022)                        | 11                 | modifier les données · modifier les données |
| Eygurande-et-Gardedeuil             | 24165      | Dordogne    | commune de la couronne | 35,62            | 407 (2022)                        | 11                 | modifier les données · modifier les données |
| Ménesplet                           | 24264      | Dordogne    | commune de la couronne | 18,91            | 1 911 (2022)                      | 101                | modifier les données · modifier les données |
| Moulin-Neuf                         | 24297      | Dordogne    | commune de la couronne | 8,62             | 973 (2022)                        | 113                | modifier les données · modifier les données |
| Le Pizou                            | 24329      | Dordogne    | commune de la couronne | 17,02            | 1 416 (2022)                      | 83                 | modifier les données · modifier les données |
| Saint-Barthélemy-de-Bellegarde      | 24380      | Dordogne    | commune de la couronne | 33,12            | 506 (2022)                        | 15                 | modifier les données · modifier les données |
| Saint-Laurent-des-Hommes            | 24436      | Dordogne    | commune de la couronne | 31,94            | 1 022 (2022)                      | 32                 | modifier les données · modifier les données |
| Saint-Martial-d'Artenset            | 24449      | Dordogne    | commune de la couronne | 32,14            | 944 (2022)                        | 29                 | modifier les données · modifier les données |
| Saint-Martin-de-Gurson              | 24454      | Dordogne    | commune de la couronne | 24,58            | 637 (2022)                        | 26                 | modifier les données · modifier les données |
| Saint-Martin-l'Astier               | 24457      | Dordogne    | commune de la couronne | 9,40             | 140 (2022)                        | 15                 | modifier les données · modifier les données |
| Saint-Rémy                          | 24494      | Dordogne    | commune de la couronne | 22,26            | 502 (2022)                        | 23                 | modifier les données · modifier les données |
| Saint-Sauveur-Lalande               | 24500      | Dordogne    | commune de la couronne | 9,30             | 149 (2022)                        | 16                 | modifier les données · modifier les données |